# Stanisław Góźdź
Stanisław Szczepan Góźdź (ur. 25 listopada 1948 w Kielcach) – polski lekarz, samorządowiec i nauczyciel akademicki, od 1991 dyrektor Świętokrzyskiego Centrum Onkologii.

## Życiorys
W 1969 ukończył Liceum Ogólnokształcące w Łopusznie. W 1974 ukończył studia na Akademii Medycznej w Białymstoku. Odbył staż w szpitalu wojewódzkim w Kielcach i zrobił specjalizację z neurologii. Podjął następnie pracę w poradni onkologicznej w tym mieście, uzyskując jednocześnie specjalizację z tej dziedziny w warszawskim Instytucie Onkologii.
W latach 80. zainicjował w Kielcach powstanie szpitala, którego w 1991 został pierwszym dyrektorem. W 1995, po przekształceniu placówki w Świętokrzyskie Centrum Onkologii, pozostał na stanowisku. W 2003 został członkiem zespołu ekspertów Ministerstwa Zdrowia, natomiast w 2006 został powołany w skład rady naukowej przy ministrze zdrowia. 
Uzyskał stopnie naukowe doktora i doktora habilitowanego nauk medycznych (w 2014 na Uniwersytecie Medycznym w Lublinie w oparciu o rozprawę dotyczącą raka jelita grubego). Związany jest z Instytutem Zdrowia Publicznego na Wydziale Nauk o Zdrowiu Uniwersytetu Jana Kochanowskiego w Kielcach. Dn. 02.04.2019 odebrał z rąk Prezydenta Rzeczypospolitej Polskiej Andrzeja Dudy nominację profesorską.
W 2006 z listy Prawa i Sprawiedliwości otrzymał mandat radnego Rady Miejskiej Kielc. W 2010 uzyskał reelekcję z listy Polskiego Stronnictwa Ludowego. W wyborach parlamentarnych w 2011 bez powodzenia ubiegał się, jako kandydat KW PSL, o mandat senatora w okręgu nr 83, zajmując trzecie miejsce z wynikiem 35 430 głosów (22,33%). W 2014 został ponownie wybrany radnym Rady Miejskiej Kielc.
W 2009 został odznaczony Krzyżem Kawalerskim, a w 2021 Krzyżem Oficerskim Orderu Odrodzenia Polski. W 2004 otrzymał Złoty Krzyż Zasługi. Uhonorowany również Nagrodą Miasta Kielce (1995). 23 kwietnia 2024 roku został odznaczony Krzyżem Oficerskim Orderu Odrodzenia Polski za wybitne zasługi na rzecz rozwoju onkologii oraz za działalność na rzecz ochrony zdrowia. 

## Życie prywatne
Od 1972 żonaty z Elżbietą. Ma dwóch synów.